# Olympische Winterspiele 2014/Teilnehmer (Kasachstan)
| Gelbes Symbol für Goldmedaillen mit stilisierten Olympischen Ringen | Graues Symbol für Silbermedaillen mit stilisierten Olympischen Ringen | Braundes Symbol für Bronzemedaillen mit stilisierten Olympischen Ringen |
| ------------------------------------------------------------------- | --------------------------------------------------------------------- | ----------------------------------------------------------------------- |
| —                                                                   | —                                                                     | 1                                                                       |

Für die Olympischen Winterspiele 2014 in Sotschi wurden von Kasachstan 52 Sportlern in 10 Sportarten nominiert.

## Medaillengewinner
| Name/n    | Sportart     | Wettkampf |
| --------- | ------------ | --------- |
| Bronze    |              |           |
| Denis Ten | Eiskunstlauf | Herren    |

## Teilnehmer nach Sportarten

### Biathlon
| Männer - Dias Keneschow - 10 km Sprint: 87. Platz - 4 × 7,5 km Staffel: 18. Platz - Sergei Naumik - 10 km Sprint: 59. Platz - 12,5 km Verfolgung: 58. Platz - 20 km: 75. Platz - Mixed-Staffel: 15. Platz - 4 × 7,5 km Staffel: 18. Platz - Anton Pantow - 10 km Sprint: 80. Platz - 20 km: 27. Platz - Mixed-Staffel: 15. Platz - 4 × 7,5 km Staffel: 18. Platz - Jan Sawizki - 10 km Sprint: 43. Platz - 12,5 km Verfolgung: 29. Platz - 20 km: 20. Platz - Alexander Trifonow - 20 km: 84. Platz - 4 × 7,5 km Staffel: 18. Platz | Frauen - Jelena Chrustaljowa - 7,5 km Sprint: 57. Platz - 10 km Verfolgung: 37. Platz - 15 km Einzel: 47. Platz - Mixed-Staffel: 15. Platz - 4 × 6 km Staffel: 12. Platz - Marina Lebedewa - 7,5 km Sprint: 73. Platz - 4 × 6 km Staffel: 12. Platz - Alina Raikowa - 15 km Einzel: 65. Platz - Darja Ussanowa - 7,5 km Sprint: 58. Platz - 10 km Verfolgung: 41. Platz - 15 km Einzel: 40. Platz - Mixed-Staffel: 15. Platz - 4 × 6 km Staffel: 12. Platz - Galina Wischnewskaja - 7,5 km Sprint: 64. Platz - 15 km Einzel: 41. Platz - 4 × 6 km Staffel: 12. Platz |

### Eiskunstlauf
Männer Einzel
- Absal Rachimgalijew

- Männer Einzel: 22. Platz

- Denis Ten

- Männer Einzel: Bronze 

### Eisschnelllauf
| Männer - Dmitri Babenko - 5000 m: 15. Platz - 1500 m: 30. Platz - 10.000 m: 12. Platz - Roman Kretsch - 500 m: 7. Platz - 1000 m: 13. Platz - Denis Kusin - 1000 m: 7. Platz - 1500 m: 9. Platz - Fjodor Mesenzew - 1000 m: 33. Platz - 1500 m: 35. Platz - Alexander Schigin - 1500 m: 34. Platz | Frauen - Jekaterina Aidowa - 500 m: 22. Platz - 1000 m: 19. Platz - 1500 m: 28. Platz |

### Freestyle-Skiing
| Männer - Dmitri Barmaschow - Moguls: 26. Platz - Sergei Berestowski - Aerials: 17. Platz - Baglan Inkarbek - Aerials: 19. Platz - Pawel Kolmakow - Moguls: 11. Platz - Dmitri Reicherd - Moguls: 5. Platz | Frauen - Schanbota Aldabergenowa - Aerials: 6. Platz - Schibek Arapbajewa - Aerials: 19. Platz - Julija Galyschewa - Moguls: 7. Platz - Darja Rybalowa - Moguls: 28. Platz |

### Rodeln
| Männer - Absal Äschghalijew - 5000 m Staffel: 5. Platz - Aidar Beqschanow - 1500 m: 29. Platz - 500 m: 20. Platz - 5000 m Staffel: 5. Platz - Denis Nikischa - 1500 m: 31. Platz - 5000 m Staffel: 5. Platz - Nurbergen Schumagasijew - 500 m: 29. Platz - 5000 m Staffel: 5. Platz | Frauen - Inna Simonowa - 500 m: 25. Platz - 1500 m: 25. Platz - 1000 m: 21. Platz |

| Männer - Martin Huber - Abfahrt: 42. Platz - Super-G: 40. Platz - Super Kombination: 33. Platz - Dmitri Koschkin - Abfahrt: 43. Platz - Super-G: 30. Platz - Igor Sakurdajew - Abfahrt: 33. Platz - Super Kombination: 26. Platz - Super-G: 44. Platz | Frauen - Jekaterina Tscherepanowa |

| Frauen - Jelena Kolomina - Skiathlon: 40. Platz - Sprint: 46. Platz - 10 km Classic: 36. Platz - Teamsprint (klassisch): 9. Platz (Vorlauf) - 30 km Massenstart: 48. Platz - Tatjana Ossipowa - Skiathlon: 57. Platz - Sprint: 57. Platz - 10 km Classic: 52. Platz - 30 km Massenstart: 51. Platz - Anastasia Slonowa - Skiathlon: 41. Platz - 10 km Classic: 46. Platz - Teamsprint (klassisch): 9. Platz (Vorlauf) | Männer - Jerdos Achmadijew - 15 km klassisch: 54. Platz - 50 km Massenstart: 48. Platz - Alexei Poltoranin - Skiathlon: 16. Platz - 15 km klassisch: 9. Platz - Teamsprint (klassisch): 8. Platz - Roman Ragosin - Skiathlon: 56. Platz - Sprint: 33. Platz - Mark Starostin - Staffel 4 × 15 km: 13. Platz - 50 km Massenstart: 34. Platz - Nikolai Tschebotko - Sprint: 25. Platz - 15 km klassisch: 33. Platz - Teamsprint (klassisch): 8. Platz - Sergei Tscherepanow - Skiathlon: 49. Platz - Staffel 4 × 15 km: 13. Platz - 50 km Massenstart: 54. Platz - Jewgeni Welitschko - Skiathlon: 32. Platz - 15 km klassisch: 34. Platz - Staffel 4 × 15 km: 13. Platz - 50 km Massenstart: 55. Platz - Denis Wolotka - Sprint: 58. Platz - Staffel 4 × 15 km: 13. Platz |